# Corian

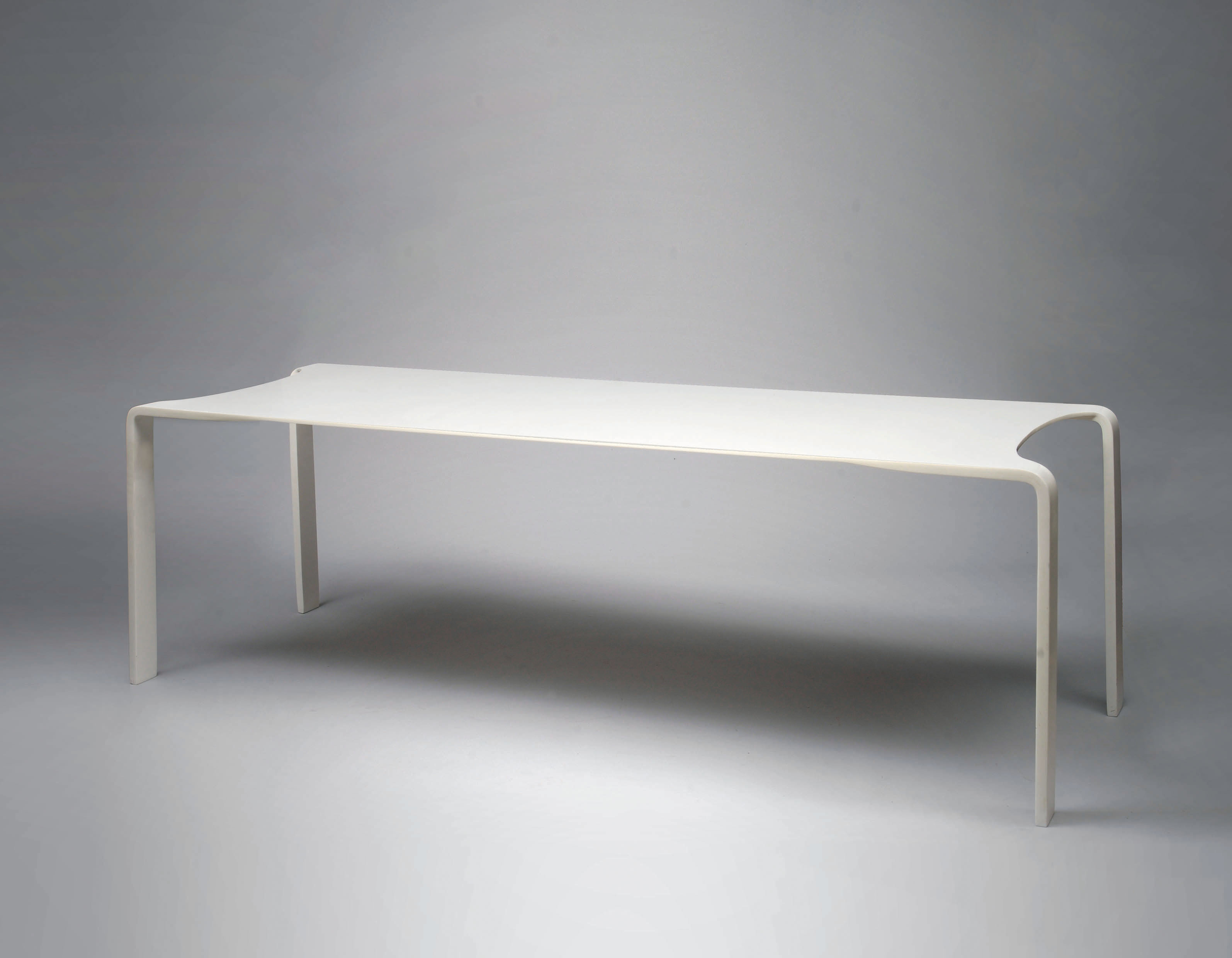
Table en Corian.

Le Corian est une marque de matériau mis au point par DuPont en 1967. Ce matériau composite est constitué pour 2/3 de charges minérales et 1/3 de résine acrylique. Ce matériau fait partie de la catégorie dite « solid surface ».

## Historique
La première formule du Corian remonte à l'année 1963 et est le fruit du travail de deux chercheurs de la société, Don Slocum et George Mann. Sa composition originale diffère de celle du matériau d'aujourd'hui, et comprend de la résine acrylique et du carbonate de calcium pour la charge. Il est breveté en 1965 et commercialisé à partir de 1967 sous l’appellation Corian, et deux ans plus tard, sa production de masse est lancée dans les usines DuPont de la ville de Buffalo, dans l'État de New York.
En 1970, sa composition est modifiée : Ray Duggins a l'idée de remplacer le carbonate de calcium par de la gibbsite ( Al(OH)3, minéral obtenu aujourd'hui à partir de la bauxite)  rendant le matériau plus résistant aux acides et lui donnant son aspect translucide.

## Utilisation
Ce matériau est utilisé essentiellement dans la fabrication de plans de travail de cuisine et surfaces de salle de bain. Le Rijksmuseum Amsterdam aux Pays-Bas a largement employé ce matériau, notamment dans les bandes anti-dérapantes des marches d'escalier ou encore les longs comptoirs d'accueil.
Le matériau sert également de revêtement de façade de bâtiments, en France, notamment l'immeuble de bureaux Silex 1 à Lyon, l'hôtel Seekoo à Bordeaux ainsi que celle de la Cité régionale de l'environnement à Pantin ; en Espagne, la rénovation de deux immeubles plaza Luceros à Alicante.

## Toxicologie

### En tant que matériau fini
En tant que matériau mis sur les marchés, le Corian® respecte les directives d'émissions pour les composés organiques volatils (COV), les polluants atmosphériques dangereux (HAP) et est certifié  "Greenguard Indoor Air Quality Certified". Il est non-toxique par contact, et non allergène pour l'homme.
Il est conforme à la directive européenne 2002/95EC sur la restriction des substances dangereuses (RoHS). Son caractère lavable et désinfectable l'ont rendu populaire dans certains lieux où le maintien des bonnes conditions sanitaires est important (éviers, hôpitaux, restaurants). Dans les restaurants, en raison notamment d'une meilleure résistance au chaud, on lui préfère souvent l'inox.

### Poussières de Corian
En 2016, des analyses de prélèvement d'air faits en laboratoire, lors d'une découpe de Corian à la scie circulaire, ont permis de mieux caractériser les poussières de découpe de ce matériau. Les concentrations massiques moyennes de poussière totale et respirable étaient respectivement de 4,78 % ± 0,01 et 1,52 ± 0,01 mg par centimètre cube (31,8 % de la masse de la poussière en suspension issue du sciage de Corian® était respirable). La poussière totale en suspension ;

- L'hydroxyde d'aluminium est alors le composant dominant des poussières : 86,0 ± 6,6 % du total des poussières en suspension et 82,2 % ± 4,1 % de la part inhalable des poussières.

- En termes de distribution granulométrique, le pic de taille pour les particules fines était de 1,05 µm, avec une concentration totale moyenne de 871,9 particules par cm3, et un autre pic pour les particules ultrafines à 11,8 nm, avec une concentration totale moyenne de 1,19 ×106 particules par cm3.
Le taux élevée de particules ultrafines produit par le sciage du Corian suggérait un risque accru de fibrose pulmonaire et invitait à des études complémentaires sur la nature physicochimique et les effets de ces particules, ce qui a été fait (2019) en incluant la recherche de composés organiques semi-volatils (COSV) dans les échantillons de poussière respirable, ainsi que les composés organiques volatils (COV) dans l'air. Cette étude a trouvé que 0,59 % de la masse retirée du Corian® lors d'un sciage devient de la poussière respirable, et que « la teneur en trihydrate d'alumine de la poussière est constamment supérieure à 85 % dans la plupart des parties de la plage de taille respirable, confirmant une découverte antérieure selon laquelle il s'agit de la composition dominante des particules en suspension dans l'air de toutes tailles, y compris les particules ultrafines. Les analyses de COV ont révélé que le méthacrylate de méthyle (MMA) était le COV le plus abondant, avec un taux de génération de 6,9 mg g−1 (0,69 % de la masse retirée du sciage du Corian est devenue de la vapeur de MMA, alors que l'analyse SVOC n'a trouvé qu'une petite quantité de MMA (0,55 %) dans la poussière en vrac ».
Le Corian peut être gravé, usiné et scié mais également poncé. Une étude (2021) a porté sur le méthacrylate de méthyle (MMA) et la teneur en aluminium élémentaire présent dans les poussières de ponçage de Corian. La distribution granulométrique des poussières ainsi crées produit plus de poussière inhalables, mais moins de MMA-vapeur que le sciage. L'aluminium trouvé dans l'air ne provient pas de l'oxyde d'aluminium du papier de verre, mais du Corian® lui-même.

### Toxicologie
Les micro- ou nanoparticules d'aluminium issues des poussières résultant du travail du Corian, seules ou combinées à d'autres poussières, peuvent être source de fibrose pulmonaire.
Le New England Journal of Medicine a en 2014 décrit le cas d'un patient mort à 64 ans d'une maladie pulmonaire compatible avec une fibrose pulmonaire idiopathique, après 16 ans d'exposition à de la poussière de Corian. Cette poussière a été retrouvée à l'autopsie dans ses poumons, et dans l'atelier de fabrication de Corian. Les auteurs concluaient que cette poussière a pu causer une fibrose pulmonaire idiopathique, sans que l'on ait de preuve absolue de causalité. Les scientifiques de DuPont ont répondu que l'exposition à d'autres matériaux ne pouvait pas être exclue, et que la poussière constituée de trihydrate d'aluminium (ATH) dérivé de la bauxite ne causait pas selon eux de tels effets. Les auteurs ont recommandé une protection respiratoire certifiée efficace contre les particules fines issues du travail du matériau Corian (sciage, fraisage, ponçage) ; les ateliers et l'environnement de travail doivent toujours être exempts de poussière de Corian.
D'autres études (dont sur le modèle animal, dès les années 1950) et enquêtes épidémiologiques (dont chez les ouvriers exposés à de la poudre d'aluminium ou travaillant dans des ateliers de fabrication d'abrasif à base d'aluminium) avaient déjà montré, dans les années 1980, que les travailleurs exposés à l'oxyde d'aluminium (Al2O3) présentent un risque accru de maladies respiratoires non malignes, la biopsie pulmonaire pouvant alors montrer une fibrose interstitielle avec structure en nid d'abeilles (sans corps amiantés ni nodules silicotiques qui pourraient suggérer une silicose ou une exposition ancienne à l'amiante). Dans ces cas, des métaux peuvent être retrouvés dans le poumon à plusieurs ordres de grandeur au-dessus du bruit de fond, majoritairement constitués d'aluminium (sous forme d'Al2O3 et d'alliages d'aluminium).